# Zofia Kulik

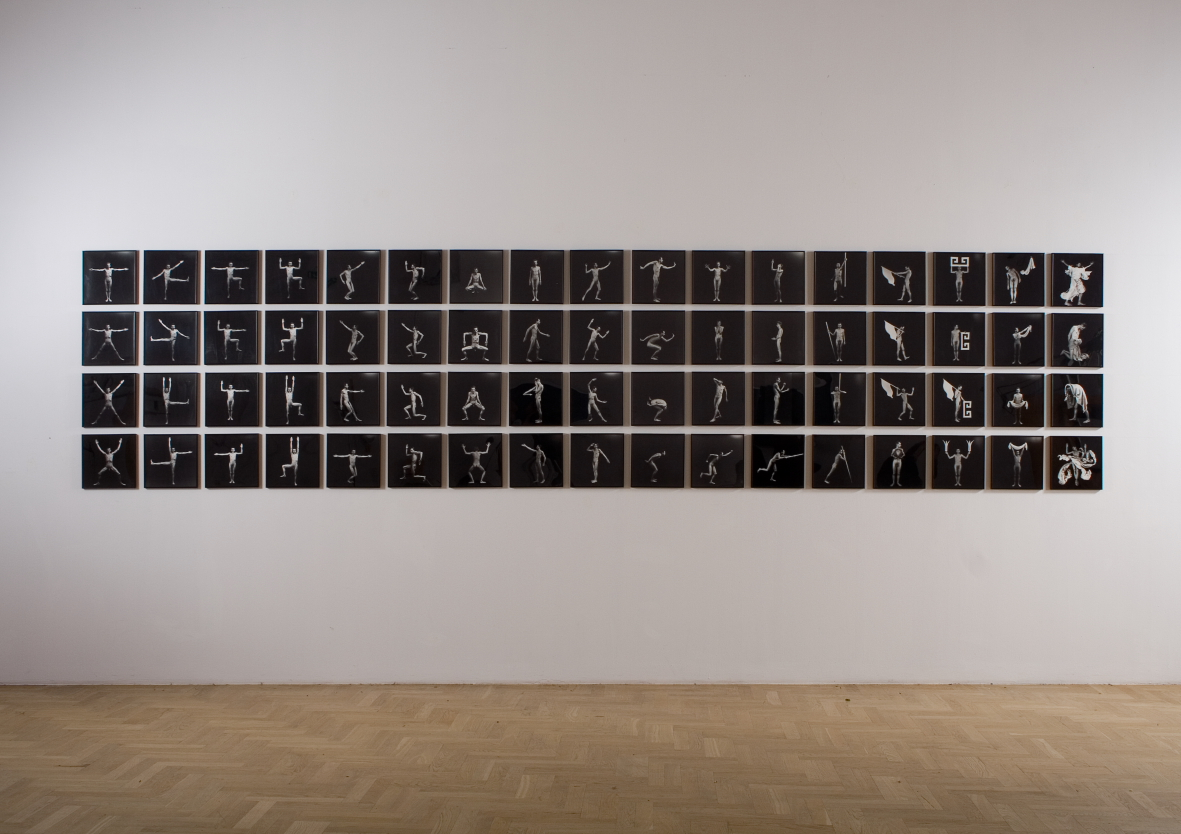
z cyklu „Archiwum gestów” (Zachęta, Warszawa)

Zofia Kulik (ur. 14 września 1947 we Wrocławiu) – polska rzeźbiarka, autorka fotografii, artystka performance.

## Życiorys
W 1971 ukończyła studia na Akademii Sztuk Pięknych w Warszawie. Prezentacja pracy dyplomowej Kulik polegała na symultanicznym pokazie ok. 500 przezroczy rzutowanych na otaczające widza z trzech stron trzy ekrany. Obok ekranów stał wykonany z utwardzanych tkanin posąg Mojżesza Michała Anioła. Był on szmacianą kopią marmurowej kopii tegoż posągu stojącego w holu warszawskiej ASP. Kolorowy Mojżesz był ostatnią fazą całorocznego procesu dokumentowania i działania.
W latach 70. i 80. pracowała z Przemysławem Kwiekiem w duecie KwieKulik – wówczas zajmowała się głównie działalnością performance. Praca dyplomowa Kwieka składała się z projekcji diapozytywów i filmów 8 mm, na których ukazany został proces jako dzieło. W latach 70. w swojej sztuce rozwijała koncepcję formy otwartej Oskara Hansena.
Artystka zajmuje się tematyką władzy, totalitaryzmu, relacji gender.
W swoim podwarszawskim domu zgromadziła archiwum materiałów dotyczących polskiej neoawangardy.
Od połowy lat 80. tworzy fotokolaże – kolekcje fotograficznych odwzorowań gestów powstające w wyniku wielokrotnego, punktowego naświetlania materiału fotograficznego i rzutowania na niego poszczególnych elementów układu. Unieruchomienie gestów na fotografiach skutkuje wrażeniem pozbawienia fotografowanej postaci indywidualności lub kontroli. Do licznych fotokolaży Zofii Kulik pozował artysta Zbigniew Libera.
W 1996 roku Zofia Kulik otrzymała Paszport Polityki. W 1997 reprezentowała Polskę na Biennale w Wenecji. Prace artystki znajdują się m.in. w kolekcji Muzeum Sztuki w Łodzi i Fundacji Sztuki Polskiej ING.

## Wybrane wystawy
- 1981 – Düsseldorf, Free International University
- 1989 – Warszawa: Wizualne idiomy socwiecza, Mała Galeria ZPAF
- 1991 – Amsterdam: Wanderlieder, Stedelijk Museum
- 1992 – Bolzano: Frontiera 1/92
- 1994 – Bonn: Europa, Europa
- 1995 – Korea: Kwangju Biennale
- 1997 – Wenecja: XLVII Biennale Sztuki
- 1998 – Poznań: retrospektywna wystawa Od Syberii do Cyberii (tamże m.in. I dom, i muzeum)
- 2000 – Paryż: l'Autre Moitie de l'Europe, Galerie Nationale du Jeu de Paume
- 2004 – Warszawa: Autoportrety i ogród, Galeria Le Guern
- 2004 – Warszawa: Od Syberii do Cyberii, Zachęta – Narodowa Galeria Sztuki